# Concurso de Heraldos y Trompetas (Juegos Olímpicos en la Antigüedad)

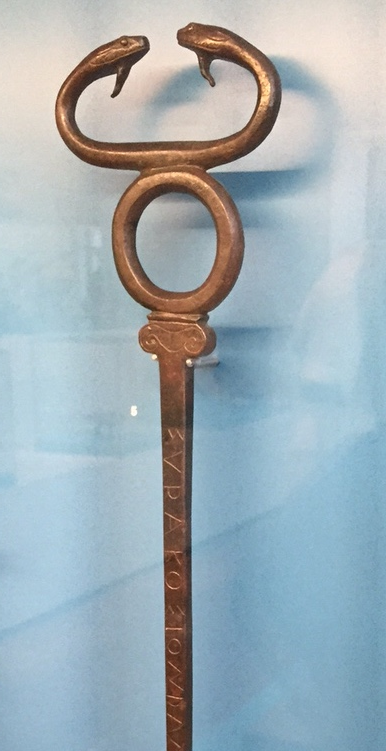
Kerykeia, elemento utilizado por los heraldos (kerykes, «anunciador»), también representa la utilizada por el dios Hermes, heraldo de los dioses olímpicos.

En la 96° Olimpiada (396 a. C.), junto a los concurso atléticos y artísticos, fue añadido el "Concurso de Heraldos y Trompetas", que ya era un elemento formal de los juegos Olímpicos como ritual realizado por los kerykes (heraldos) y salpinktai (trompetas). Los certámenes eran anunciados por estos, y tomó forma definitiva su inclusión en las competencias. Los ganadores fueron elegidos por la claridad de la enunciación y la audibilidad de su voz, o de trompetas (hornos) en su "explosión". 

## Vencedores destacados
Algunos notables vencedores fueron:
- Timeo (trompetista) y Crates (heraldo) de Élide, los primeros.
- Herodorus de Megara (10 veces) 328-292 a. C. trompetista.
- Diógenes de Éfeso 69-85 EC (5 veces), trompetista.
- Valerio Eclectus de Sinope 245,253-261 EC (4 veces) heraldo.
- Nerón, el emperador romano, año 65 EC, heraldo.